# S Tennis Masters Challenger 2006
L'S Tennis Masters Challenger 2006 è stato un torneo di tennis facente parte della categoria ATP Challenger Series nell'ambito dell'ATP Challenger Series 2006. Il torneo si è giocato a Graz in Austria dal 14 al 20 agosto 2006 su campi in terra rossa.

## Vincitori

### Singolare
Florian Mayer ha battuto in finale  Rainer Schüttler con il punteggio di 6–4, 5–7, 6–2

### Doppio
Ross Hutchins /  Jonathan Marray hanno battuto in finale  James Auckland /  Jamie Delgado con il punteggio di 6(5)–7, 6–4, [15-13]